# Herbert Giles

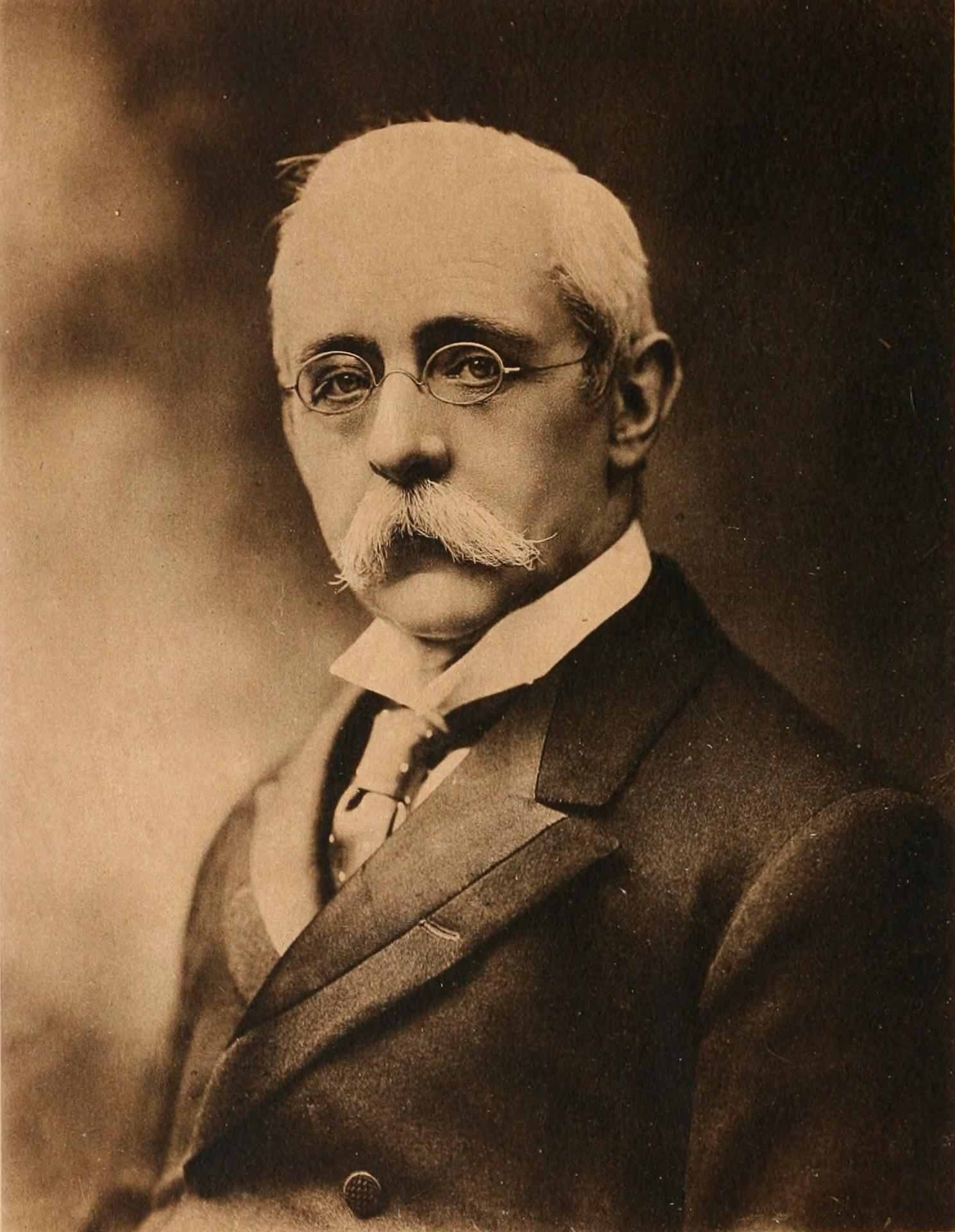
Herbert Giles

Herbert Allen Giles (* 8. Dezember 1845 in Oxford, Oxfordshire; † 13. Februar 1935 in Cambridge, Cambridgeshire) war ein britischer Sinologe.

## Leben
Er diente zwischen 1880 und 1893 im britischen Kolonialdienst im Kaiserreich China und wurde 1897 als Nachfolger von Thomas Wade Lehrstuhlinhaber für Sinologie an der Universität Cambridge. Giles stellte das wegweisende Lexikon A Chinese-English Dictionary zusammen und verfeinerte die Umschrift Wades zu dem System Wade-Giles, das bis zu der Verbreitung von Pinyin für die westliche Sinologie maßgebend war.

## Werke
- Using Examples to Learn the Spoken Language (語學舉隅 Yuxue Juyu) (1873)
- Using Examples to Learn the Written Language  (字學舉隅 Zixue Juyu) (1874)
- Chinese Sketches (1876)
- A History of Chinese Literature (1901) (Übersicht)
- A Chinese Biographical Dictionary (1898); Textarchiv – Internet Archive.
- Religions of Ancient China (1905)
- The Civilization of China (1911)
- China and the Manchus (1912)
- A Chinese-English Dictionary (華英字典 Hua-Ying Zidian). Shanghai 1892; London 1912; I – Internet Archive / II – Internet Archive.
- Chuang Tzǔ: Mystic, Moralist, and Social Reformer (Shanghai 1926)